# Torreón, Oaxaca
Torreón är en ort i Mexiko.   Den ligger i kommunen Acatlán de Pérez Figueroa och delstaten Oaxaca, i den sydöstra delen av landet, 300 km öster om huvudstaden Mexico City. Torreón ligger 68 meter över havet och antalet invånare är 474.
Terrängen runt Torreón är platt åt nordost, men åt sydväst är den kuperad. Runt Torreón är det ganska tätbefolkat, med 67 invånare per kvadratkilometer. Närmaste större samhälle är Tetela, 13,2 km nordväst om Torreón. Trakten runt Torreón består till största delen av jordbruksmark.